# César Ceribelli
César Ceribelli fue un escultor nacionalizado francés de origen italiano , nacido el año 1841 en Roma y fallecido el 1918 en París.

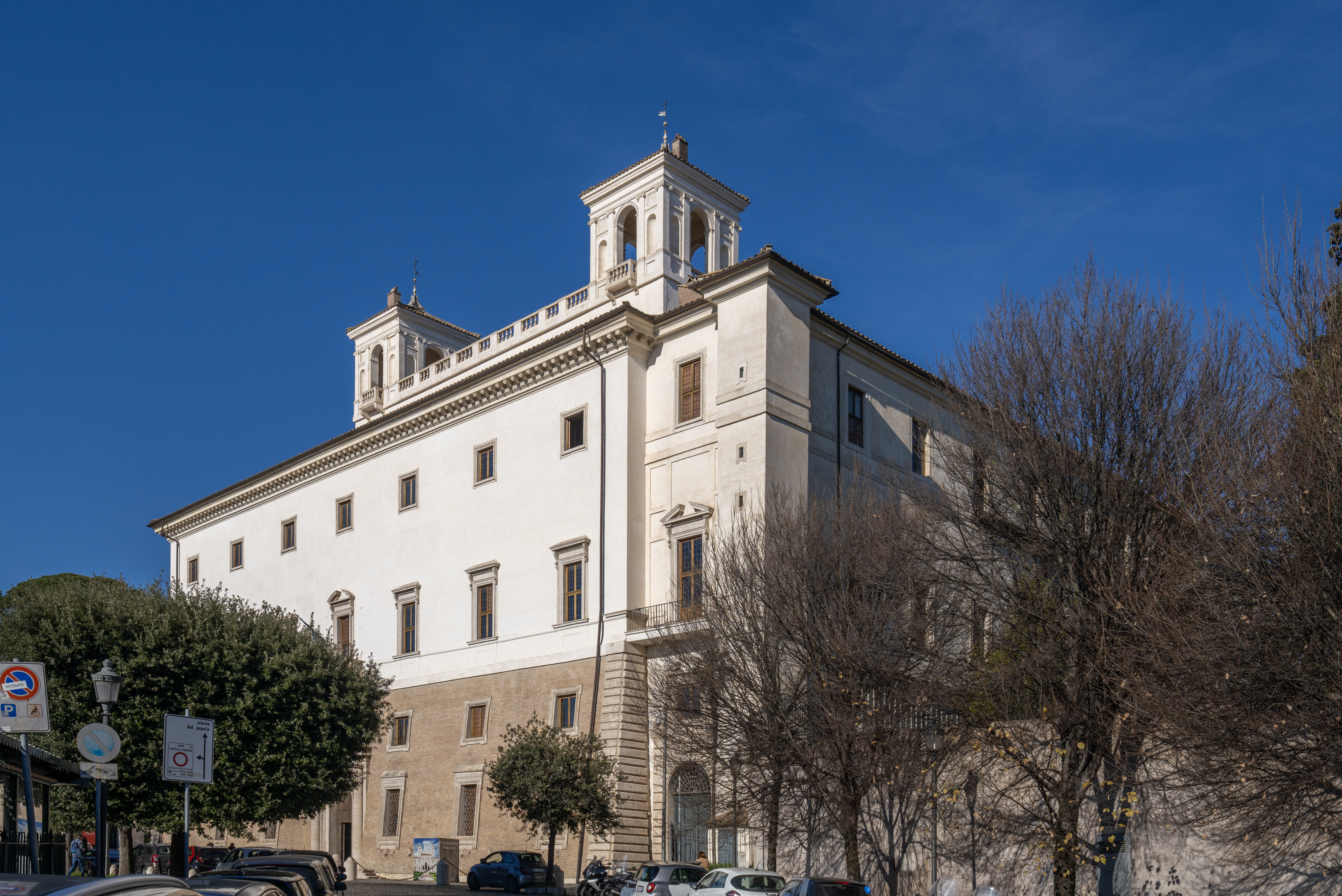
Academia Francesa en Roma, donde estudió Ceribelli

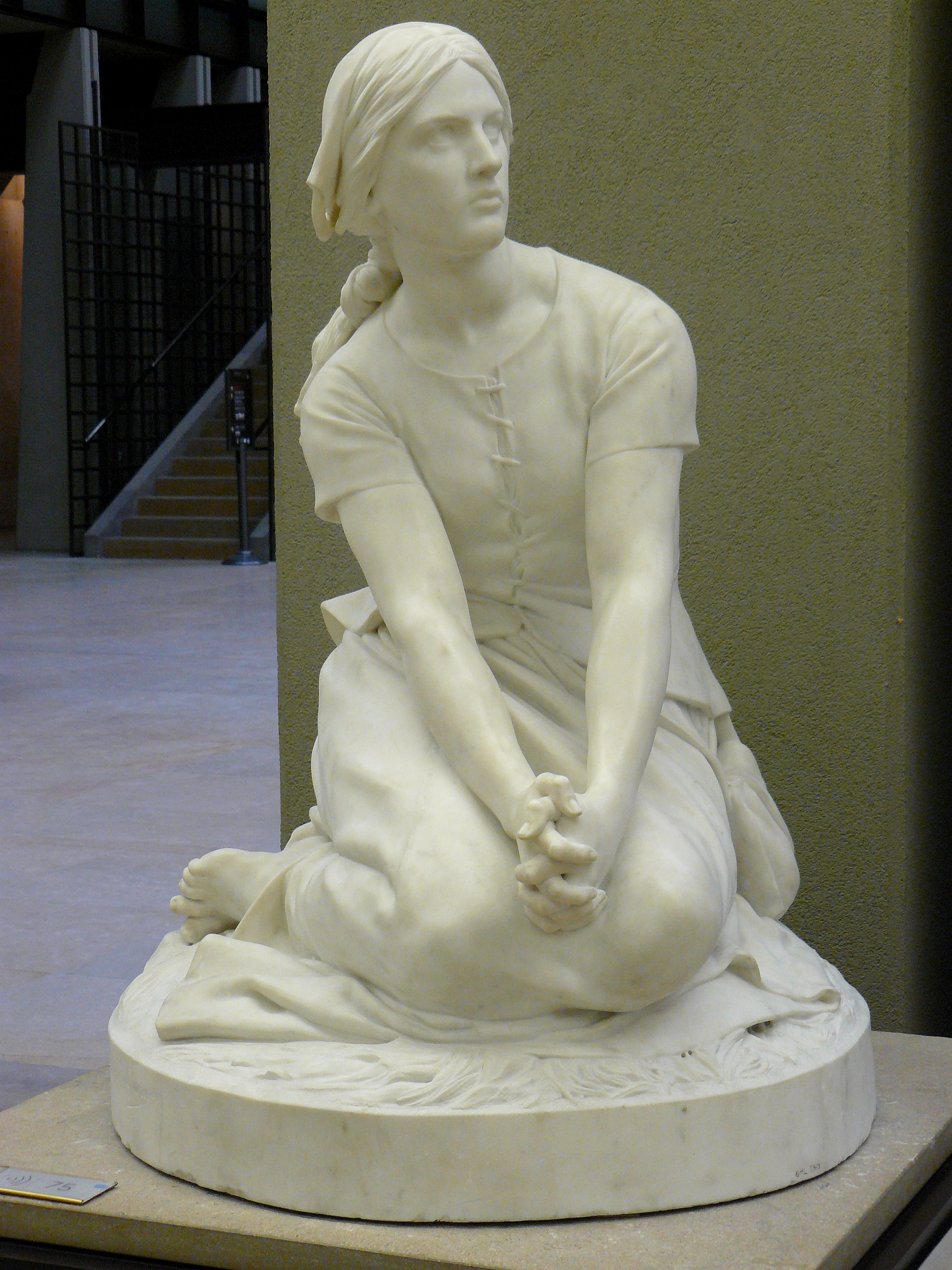
Juana de Arco de Chapú que solicitó reproducir Ceribelli

## Datos biográficos
César Ceribelli estudió en la Academia de Francia en Roma , siendo alumno de Rodolini  y de Chelli. Se instaló en París 1866 y se nacionalizó ciudadano francés.
César Ceribelli se especializó en figuras de género y en retrato.
Miembro de la Sociedad de Artistas Franceses, expuso regularmente en el Salón Oficial de París y en el Salón de los artistas franceses hasta 1907. 
El año 1879 presentó en el Salón de Bellas Artes la estatua en yeso titulada La méchanceté, obra que reproducida en bronce presentó en el Salón de los artistas franceses de 1881; y en el de 1883 la figura en yeso titulada La jeunesse de Diane. Recibió una mención especial en el Salón de 1888.
En 1890 recibió del Estado francés 1400 francos por el busto del emperador Publio Septimio Geta.
En 1893 realizó para el Estado francés la escultura titulada La cruauté.
En 1908 presentó en el Salón de la Ecole française, el busto titulado "Moyen-âge" (no. 926), y la figurilla en terracota conocida como  "Actriz de Pompeya pintando su máscara"( en francés "Comédienne pompéienne peignant ses masques") (no. 927). Una de las dos fue adquirida por el estado francés.·
El año 1911 solicitó un permiso al estado francés y llegó a un acuerdo con éste para reproducir en tamaño reducido la estatua de Juana de Arco realizada por Henri-Michel-Antoine Chapu y que se exponía entonces en el Museo del Louvre y actualmente en el Museo de Orsay.
Falleció en 1918.

## Obras
Entre las obras de César Ceribelli se incluyen las siguientes:
- Busto de Bianca Capello, bronce con pátina roja.[9]·[10]
- Busto de Joven mujer con los cabellos ondulados - Jeune femme aux cheveux ondulés, bronce[11]
- Figura de Joven mujer tocando el violín - Jeune femme jouant au violon, bronce[12]
- Figura de Joven mujer tocando la mandolina - Female mandolin player , bronce[13]
- Figura de Joven mujer con sombrero de plumas - 	Woman in a plumed hat , bronce[14]

Todas estas figuras reproducen mujeres jóvenes modeladas con minucioso detalle en el vestuario, al gusto de la Belle epoque.